# Ernani

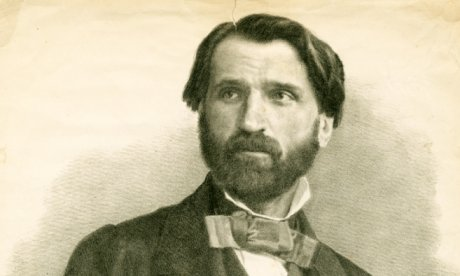
Giuseppe Verdi

Ernani är en opera (dramma lirico) i fyra akter med musik av Giuseppe Verdi och libretto av Francesco Maria Piave efter Victor Hugos skådespel Hernani (1830).

## Historia
Verdi hade skrivit sina fyra första operor för La Scala i Milano men accepterade 1843 ett erbjudande om att skriva en opera för La Fenice i Venedig. I diskussionerna om ett lämpligt libretto ingick Shakespeares Kung Lear, men La Fenice hade ingen sångare som passade för titelrollen och därför enades man istället om Victor Hugos pjäs Hernani, som även Vincenzo Bellini hade varit frestad av. Verdi skrev själv utkastet till librettot vars slutliga utformning överläts på den helt oprövade Francesco Maria Piave med gott resultat. Verdi var själv missnöjd med sångarna vid premiären 9 mars 1844, men succén var gjord och blev ännu större vid senare föreställningar.
Svensk premiär 3 oktober 1848 på Kungliga Operan i Stockholm (gästspel).

## Om operan
Ernani är ingen opera med stora folkmassor på scenen, utan ett drama om enskilda personer i spänningsfältet mellan personliga val och samhälleliga principer. I handlingen framträder flera intressanta karaktärer:
- I sitt skådespel Hernani framställer Victor Hugo don Carlos, den blivande Karl V (1500-58), år 1519, det vill säga vid vändpunkten i hans liv. För den snobbige unge spanske kungen, som framlever sitt liv som en don Juan, uppenbarar sig plötsligt en storslagen framtid: han har möjlighet att uppnå kejsartronen.
- Ernani, denne "spanske Robin Hood" har hög social härstamning. Hans far var en spansk grand, som vägrade underkasta sig kungen. Han landsförvisades av Filip den sköne och dog i landsflykt. Sonen (som vid den här tiden ännu bar namnet Juan d'Aragon) svor att hämnas och ställde sig under namnet Ernani i spetsen för en flera tusen man stark upprorsstyrka i ett försök att störta kungadömet.
- Don Ruy Gomez de Silva stammade till skillnad från Ernani från en kungatrogen familj. De Silva präglas av den "spanska dygden": hårdnackad ärofullhet och kärv manlighet.
- Elvira, för vars skull tre mäns öden ändras och världshistorien nästan tar ett annat lopp, står inte att finna i annalerna. Hon är en uppfinning av Victor Hugo, som i sitt skådespel kallar henne donna Sol. Piave och Verdi övertog den här rollgestalten, eftersom en primadonna inte fick saknas i en italiensk opera under 1840-talet.

## Personer
- Ernani, fredlös (tenor)
- Don Carlo/Don Carlos, kung av Spanien, den blivande Karl V (baryton)
- Don Ruy Gomez de Silva, grand av Spanien (bas)
- Elvira, hans brorsdotter och trolovade (sopran)
- Giovanna, hennes amma (sopran)
- Don Riccardo, kungens vapendragare (tenor)
- Iago don Silvas vapendragare (bas)
- Stråtrövare, fredlösa från bergen, Silvas kavaljerer och släktingar; Elviras tjänarinnor, kungens kavaljerer, spanska och tyska adelsmän (kör)

## Handling
Platserna som operan utspelas på är uppe i de aragonska bergen, i don Ruy de Silvas slott, i Karl den stores gravkammare i Aachen samt i Zaragoza år 1519.

### Akt I: Stråtrövaren
Ernani planerar tillsammans med sina följeslagare att föra bort Elvira från Ruy Gomez de Silva, som vill tvinga henne till äktenskap. Men även don Carlo, kungen av Spanien som inkognito gästar de Silvas slott, har blivit förälskad i Elvira. Han uppvaktar Elvira med kärleksförklaringar, men hon visar bort honom. Han beslutar sig därför för att enlevera henne, men hindras av Ernani. Nu dyker de Silva upp och vill hämnas på de båda männen. Men don Carlo ger sig tillkänna som tänkbar tronföljare. Ernani lyckas fly tack vare Elviras hjälp.

### Akt II: Gästen
Ernani tros vara död och Elvira går med på bröllopet med de Silva. Men Ernani lever och smyger sig förklädd till pilgrim in på bröllopsfesten. De Silva visar honom gästfrihet, även efter det att Ernani har avslöjat sin rätta identitet och don Carlo, som har följt de fredlösas spår, kräver att denne skall utlämnas. Istället för Ernani för don Carlo med sig Elvira. De Silva och Ernani blir bundsförvanter, men bara på ett villkor: för den gästfrihet som de Silva har visat Ernani, måste denne vara beredd att plikta med livet, när de Silva så önskar.

### Akt III: Nåden
Don Carlo söker upp sin förfader Karl den stores gravkammare i Aachen, för att där invänta valet av Tysk-romerska rikets nye kejsare. Här sammanträffar även de sammansvurna, bland dem de Silva och Ernani, för att genom lotten bestämma vem som skall döda don Carlo. Lotten faller på Ernani. Tre kanonskott hörs. Don Carlo har valts till ny tysk-romersk kejsare. Han har i smyg lyssnat till de sammansvurna och befaller att de skall bestraffas. Endast Elviras böner lyckas beveka kejsaren, som benådar dem. Elvira och Ernani blir ett par.
Akt IV: Masken
Elviras och Ernanis muntra bröllopsfest hemsöks av en man iklädd en svart mask. På bröllopsnatten kräver de Silva att Ernani skall dö. Alla böner är förgäves. Ernani tar sitt liv och Elvira följer honom i döden.